# Fase de Classificació de la Copa del Món de Rugbi 2015-Àsia
La zona asiàtica de classificació per a la Copa del Món de Rugbi de 2015 estava formada per 17 equips que competien per un lloc per a la fase final d'Anglaterra i sense possibilitat de jugar la repesca. La qualificació es va fer paral·lelament al torneig Asia Five Nations.

## Format
El torneig es basa en tres rondes de la qualificació. En la primera ronda jugada durant l'asia Five Nations de 2012 els equips de la divisió 2 i 3 feien el seu torneig, i els guanyadors s'enfrontaven en un play-off d'ascens a la divisió 1. També durant 2012, a la divisió 1 el darrer equip classificat perdia la categoria i quedava fora del mundial. Durant el 2013, el campió de la divisió 1 i els 4 millors de la divisió principal es classificaven per la ronda final i la resta quedaven eliminats. El 2014, el campió del Asia Five Nations obtenia el seu bitllet per a Anglaterra mentre que el subcampió es classificava per la repesca i la resta quedaven eliminats.

## Participants
El divuit participants foren els següents (entre parèntesis el seu rànquing IRB)
- R.P. de la Xina (62)
- Txecoslovàquia (58)
- Guatemala (88)
- Hong Kong (28)
- Índia (77)
- Indonèsia (sense rànquing)
- Iran (sense rànquing)
- Japó (14)
- Kazakhstan (36)
- Malàisia (63)
- Pakistan (73)
- Filipines (55)
- Singapur (67)
- Corea del Sud (26)
- Sri Lanka (46)
- Tailàndia (65)
- Emirats Àrabs Units (sense rànquing)

### Equip Classificat
- Japó

## 2012

### Asian Five Nations de 2012 Division 3
Índia avança al play-off d'ascens.
|  | Semifinals         | Semifinals         |    |                   | Final                   | Final |
|  |                    |                    |    |                   |                         |       |
|  | 30 de maig de 2012 |                    |    |                   |                         |       |
|  | Guam               | 38                 |    |                   |                         |       |
|  | Indonèsia          | 17                 |    |                   |                         |       |
|  |                    |                    |    |                   |                         |       |
|  |                    |                    |    |                   | 1 de juny de 2012       |       |
|  |                    |                    |    |                   | Guam                    | 16    |
|  |                    | Índia              | 18 |                   |                         |       |
|  |                    |                    |    |                   |                         |       |
|  |                    |                    |    |                   |                         |       |
|  |                    |                    |    |                   | Partit pel 3r i 4t lloc |       |
|  | 30 de maig de 2012 | 30 de maig de 2012 |    | 1 de juny de 2012 | 1 de juny de 2012       |       |
|  | Índia              | 34                 |    | Indonèsia         | 13                      |       |
|  | Pakistan           | 5                  |    |                   | Pakistan                | 7     |

| Guam | 38–17   | Indonèsia | 30 de maig de 2012 14:30 WIB (UTC+07) - Haji Agus Salim Stadium, Padang, Indonèsia Àrbitre: Nik Ramadhan (Malàisia) |
|      | [Fitxa] |           | 30 de maig de 2012 14:30 WIB (UTC+07) - Haji Agus Salim Stadium, Padang, Indonèsia Àrbitre: Nik Ramadhan (Malàisia) |

| Índia | 34–5    | Pakistan | 30 de maig de 2012 16:30 WIB (UTC+07) - Haji Agus Salim Stadium, Padang, Indonèsia Àrbitre: Kim Yong Hoe (Corea del Nord) |
|       | [Fitxa] |          | 30 de maig de 2012 16:30 WIB (UTC+07) - Haji Agus Salim Stadium, Padang, Indonèsia Àrbitre: Kim Yong Hoe (Corea del Nord) |

| Indonèsia | 13–7    | Pakistan | 1 de juny de 2012 14:30 WIB (UTC+07) - Haji Agus Salim Stadium, Padang, Indonèsia Àrbitre: Thawatchai Somwang (Tailàndia) |
|           | [Fitxa] |          | 1 de juny de 2012 14:30 WIB (UTC+07) - Haji Agus Salim Stadium, Padang, Indonèsia Àrbitre: Thawatchai Somwang (Tailàndia) |

| Guam | 16–18   | Índia | 1 de juny de 2012 16:30 WIB (UTC+07) - Haji Agus Salim Stadium, Padang, Indonèsia Àrbitre: Raimee Mansur (Malàisia) |
|      | [Fitxa] |       | 1 de juny de 2012 16:30 WIB (UTC+07) - Haji Agus Salim Stadium, Padang, Indonèsia Àrbitre: Raimee Mansur (Malàisia) |

### 2012 Asian Five Nations Division 2
Tailàndia es classifica pel play-off d'ascens.
|  | Semifinals         | Semifinals         |    |                   | Final                | Final |
|  |                    |                    |    |                   |                      |       |
|  | 31 de maig de 2012 |                    |    |                   |                      |       |
|  | Tailàndia          | 37                 |    |                   |                      |       |
|  | Iran               | 17                 |    |                   |                      |       |
|  |                    |                    |    |                   |                      |       |
|  |                    |                    |    |                   | 2 de juny de 2012    |       |
|  |                    |                    |    |                   | Tailàndia            | 22    |
|  |                    | Malàisia           | 19 |                   |                      |       |
|  |                    |                    |    |                   |                      |       |
|  |                    |                    |    |                   |                      |       |
|  |                    |                    |    |                   | Third place play-off |       |
|  | 31 de maig de 2012 | 31 de maig de 2012 |    | 2 de juny de 2012 | 2 de juny de 2012    |       |
|  | Malàisia           | 89                 |    | Iran              | 52                   |       |
|  | R.P. de la Xina    | 0                  |    |                   | R.P. de la Xina      | 3     |

| Tailàndia | 37–17   | Iran | 31 de maig de 2012 14:30 MST (UTC+08) - Royal Selangor Club, Kuala Lumpur, Malàisia Àrbitre: Aaron Littlewood (Singapur) |
|           | [Fitxa] |      | 31 de maig de 2012 14:30 MST (UTC+08) - Royal Selangor Club, Kuala Lumpur, Malàisia Àrbitre: Aaron Littlewood (Singapur) |

| Malàisia | 89–0    | R.P. de la Xina | 31 de maig de 2012 16:30 MST (UTC+08) - Royal Selangor Club, Kuala Lumpur, Malàisia Àrbitre: Nicholas Long (Hong Kong) |
|          | [Fitxa] |                 | 31 de maig de 2012 16:30 MST (UTC+08) - Royal Selangor Club, Kuala Lumpur, Malàisia Àrbitre: Nicholas Long (Hong Kong) |

| R.P. de la Xina | 3–52    | Iran | 2 de juny de 2012 14:30 MST (UTC+08) - Royal Selangor Club, Kuala Lumpur, Malàisia Àrbitre: Nik Ramadhan (Malàisia) |
|                 | [Fitxa] |      | 2 de juny de 2012 14:30 MST (UTC+08) - Royal Selangor Club, Kuala Lumpur, Malàisia Àrbitre: Nik Ramadhan (Malàisia) |

| Malàisia | 19–22   | Tailàndia | 2 de juny de 2012 16:30 MST (UTC+08) - Royal Selangor Club, Kuala Lumpur, Malàisia Àrbitre: Nicholas Long (Hong Kong) |
|          | [Fitxa] |           | 2 de juny de 2012 16:30 MST (UTC+08) - Royal Selangor Club, Kuala Lumpur, Malàisia Àrbitre: Nicholas Long (Hong Kong) |

### Division 2/3 Promotion
Tailàndia, guanyadora, ascendeix a la divisió 1 i avança ronda.
| Tailàndia | 42–19   | Índia | 14 de juliol de 2012 16:00 TST (UTC+07) - Thephasadin Stadium, Thephasadin Stadium Àrbitre: Takashi Harada (Japó) |
|           | [Fitxa] |       | 14 de juliol de 2012 16:00 TST (UTC+07) - Thephasadin Stadium, Thephasadin Stadium Àrbitre: Takashi Harada (Japó) |

### Asian Five Nations de 2012 Division 1
Els tres millors equips de la lliga es classifiquen mentre que el darrer, Singapur queda eliminat.
Tots els partits es juguen a Manila, Filipines al Rizal Memorial Stadium.
| Avança a la ronda 2 |

| Posició | Nació       | Partits | Partits  | Partits  | Partits | Punts   | Punts     | Punts      | Bonus | Taula de punts |
| Posició | Nació       | Jugats  | Guanyats | Empatats | Perduts | A Favor | En contra | Diferència | Bonus | Taula de punts |
| --- | ----------- | ------- | -------- | -------- | ------- | ------- | --------- | ---------- | ----- | -------------- |
| 1 | Filipines   | 3       | 3        | 0        | 0       | 99      | 50        | +49        | 3     | 18             |
| 2 | Sri Lanka   | 3       | 2        | 0        | 1       | 89      | 46        | +43        | 2     | 12             |
| 3 | Xina Taipei | 3       | 1        | 0        | 2       | 69      | 101       | -32        | 1     | 6              |
| 4 | Singapur    | 3       | 0        | 0        | 3       | 61      | 121       | -60        | 1     | 1              |
| Normes de puntuació: Victòria - 5 punts Empat - 3 punts 4 o més assaigs - 1 point Derrota per 7 o menys punts - 1 punt Derrota per més de set punts - 0 punts |             |         |          |          |         |         |           |            |       |                |

| Sri Lanka | 36–8    | Xina Taipei | 15 d'abril de 2012 17:00 PST (UTC+08) - Rizal Memorial Stadium, Manila, Filipines Àrbitre: Warren Needham (Hong Kong) |
|           | [Fitxa] |             | 15 d'abril de 2012 17:00 PST (UTC+08) - Rizal Memorial Stadium, Manila, Filipines Àrbitre: Warren Needham (Hong Kong) |

| Singapur | 20–37   | Filipines | 15 d'abril de 2012 19:00 PST (UTC+08) - Rizal Memorial Stadium, Manila, Filipines Àrbitre: Dharmapalage Nimal (Sri Lanka) |
|          | [Fitxa] |           | 15 d'abril de 2012 19:00 PST (UTC+08) - Rizal Memorial Stadium, Manila, Filipines Àrbitre: Dharmapalage Nimal (Sri Lanka) |

| Sri Lanka | 35–10   | Singapur | 18 d'abril de 2012 17:00 PST (UTC+08) - Rizal Memorial Stadium, Manila, Filipines Àrbitre: Dewi Rowlands (Hong Kong) |
|           | [Fitxa] |          | 18 d'abril de 2012 17:00 PST (UTC+08) - Rizal Memorial Stadium, Manila, Filipines Àrbitre: Dewi Rowlands (Hong Kong) |

| Filipines | 34–12   | Xina Taipei | 18 d'abril de 2012 19:00 PST (UTC+08) - Rizal Memorial Stadium, Manila, Filipines Àrbitre: Paul Mackay (Singapur) |
|           | [Fitxa] |             | 18 d'abril de 2012 19:00 PST (UTC+08) - Rizal Memorial Stadium, Manila, Filipines Àrbitre: Paul Mackay (Singapur) |

| Sri Lanka | 18–28   | Filipines | 21 d'abril de 2012 17:00 PST (UTC+08) - Rizal Memorial Stadium, Manila, Filipines Àrbitre: Taizo Hirabayashi (Japó) |
|           | [Fitxa] |           | 21 d'abril de 2012 17:00 PST (UTC+08) - Rizal Memorial Stadium, Manila, Filipines Àrbitre: Taizo Hirabayashi (Japó) |

| Singapur | 31–49   | Xina Taipei | 21 d'abril de 2012 19:00 PST (UTC+08) - Rizal Memorial Stadium, Manila, Filipines Àrbitre: Kyosuke Toda (Japó) |
|          | [Fitxa] |             | 21 d'abril de 2012 19:00 PST (UTC+08) - Rizal Memorial Stadium, Manila, Filipines Àrbitre: Kyosuke Toda (Japó) |

## 2013

### Asian Five Nations de 2013 Division 1
El torneig, jugat a Sri Lanka del 31 de març al 6 d'abril de 2013 fou guanyat per l'amfitriona que promociona a la divisió principal de 2014.
| Avança a la ronda 3 |

| Posició | Nació       | Partits | Partits  | Partits  | Partits | Punts   | Punts     | Punts      | Bonus | Taula de punts |
| Posició | Nació       | Jugats  | Guanyats | Empatats | Perduts | A Favor | En contra | Diferència | Bonus | Taula de punts |
| --- | ----------- | ------- | -------- | -------- | ------- | ------- | --------- | ---------- | ----- | -------------- |
| 1 | Sri Lanka   | 3       | 3        | 0        | 0       | 133     | 33        | +100       | 3     | 18             |
| 2 | Kazakhstan  | 3       | 1        | 0        | 2       | 70      | 92        | -22        | 1     | 6              |
| 3 | Xina Taipei | 3       | 1        | 0        | 2       | 70      | 104       | –34        | 1     | 6              |
| 4 | Tailàndia   | 3       | 1        | 0        | 2       | 63      | 107       | –44        | 0     | 5              |
| Normes de puntuació: Victòria - 5 punts Empat - 3 punts 4 o més assaigs - 1 point Derrota per 7 o menys punts - 1 punt Derrota per més de set punts - 0 punts |             |         |          |          |         |         |           |            |       |                |

| Kazakhstan | 10–33   | Tailàndia | 31 de març de 2013 14:00 SLST (UTC+05) - Havelock Sports Club, Sri Lanka Àrbitre: Warren Needham (Hong Kong) |
|            | [Fitxa] |           | 31 de març de 2013 14:00 SLST (UTC+05) - Havelock Sports Club, Sri Lanka Àrbitre: Warren Needham (Hong Kong) |

| Sri Lanka | 39–8    | Xina Taipei | 31 de març de 2013 16:00 SLST (UTC+05) - Havelock Sports Club, Sri Lanka Àrbitre: Nicholas Long (Hong Kong) |
|           | [Fitxa] |             | 31 de març de 2013 16:00 SLST (UTC+05) - Havelock Sports Club, Sri Lanka Àrbitre: Nicholas Long (Hong Kong) |

| Kazakhstan | 42–10   | Xina Taipei | 3 d'abril de 2013 14:00 SLST (UTC+05) - Havelock Sports Club, Sri Lanka Àrbitre: Nicholas Long (Hong Kong) |
|            | [Fitxa] |             | 3 d'abril de 2013 14:00 SLST (UTC+05) - Havelock Sports Club, Sri Lanka Àrbitre: Nicholas Long (Hong Kong) |

| Sri Lanka | 45–7    | Tailàndia | 3 d'abril de 2013 16:00 SLST (UTC+05) - Havelock Sports Club, Sri Lanka Àrbitre: Warren Needham (Hong Kong) |
|           | [Fitxa] |           | 3 d'abril de 2013 16:00 SLST (UTC+05) - Havelock Sports Club, Sri Lanka Àrbitre: Warren Needham (Hong Kong) |

| Xina Taipei | 52–23   | Tailàndia | 6 d'abril de 2013 14:00 SLST (UTC+05) - Havelock Sports Club, Sri Lanka Àrbitre: Dewi Rowlands (Hong Kong) |
|             | [Fitxa] |           | 6 d'abril de 2013 14:00 SLST (UTC+05) - Havelock Sports Club, Sri Lanka Àrbitre: Dewi Rowlands (Hong Kong) |

| Sri Lanka | 49–18   | Kazakhstan | 6 d'abril de 2013 16:00 SLST (UTC+05) - Havelock Sports Club, Sri Lanka Àrbitre: Taku Otsuki (Japó) |
|           | [Fitxa] |            | 6 d'abril de 2013 16:00 SLST (UTC+05) - Havelock Sports Club, Sri Lanka Àrbitre: Taku Otsuki (Japó) |

### 2013 Asian Five Nations
Els 4 millors equips es quedaven a la divisió mentre que els Emirats Àrabs quedaven eliminats de la cursa per anar a Anglaterra 2015.
| Position | Nation              | Games  | Games | Games | Games | Points | Points  | Points     | Bonus points | Total points |
| Position | Nation              | Played | Won   | Drawn | Lost  | For    | Against | Difference | Bonus points | Total points |
| --- | ------------------- | ------ | ----- | ----- | ----- | ------ | ------- | ---------- | ------------ | ------------ |
| 1 | Japó                | 4      | 4     | 0     | 0     | 316    | 8       | +308       | 4            | 24           |
| 2 | Corea del Sud       | 4      | 3     | 0     | 1     | 185    | 115     | +70        | 3            | 18           |
| 3 | Hong Kong           | 4      | 2     | 0     | 2     | 134    | 108     | +26        | 2            | 12           |
| 4 | Filipines           | 4      | 1     | 0     | 3     | 63     | 250     | –187       | 1            | 6            |
| 5 | Emirats Àrabs Units | 4      | 0     | 0     | 4     | 28     | 245     | –217       | 0            | 0            |
| Normes de puntuació: Victòria - 5 punts Empat - 3 punts 4 o més assaigs - 1 point Derrota per 7 o menys punts - 1 punt Derrota per més de set punts - 0 punts |                     |        |       |       |       |        |         |            |              |              |

| Japó | 121–0   | Filipines | 20 d'abril de 2013 14:00 JST (UTC+09) - Level-5 Stadium, Fukuoka Àrbitre: Dewi Rowlands (Hong Kong) |
|      | [Fitxa] |           | 20 d'abril de 2013 14:00 JST (UTC+09) - Level-5 Stadium, Fukuoka Àrbitre: Dewi Rowlands (Hong Kong) |

| Hong Kong | 53–7    | Emirats Àrabs Units | 20 d'abril de 2013 16:00 KHT (UTC+08) - Hong Kong Football Club Stadium, Hong Kong Àrbitre: Taizo Hirabayashi (Japó) |
|           | [Fitxa] |                     | 20 d'abril de 2013 16:00 KHT (UTC+08) - Hong Kong Football Club Stadium, Hong Kong Àrbitre: Taizo Hirabayashi (Japó) |

| Emirats Àrabs Units | 10–75   | Corea del Sud | 26 d'abril de 2013 17:00 UAET (UTC+04) - Al Ain RFC, Al Ain Àrbitre: Tobi Lothian (Hong Kong) |
|                     | [Fitxa] |               | 26 d'abril de 2013 17:00 UAET (UTC+04) - Al Ain RFC, Al Ain Àrbitre: Tobi Lothian (Hong Kong) |

| Hong Kong | 0–38    | Japó | 27 d'abril de 2013 16:00 KHT (UTC+08) - Hong Kong Football Club Stadium, Hong Kong Àrbitre: Aaron Littlewood (Singapur) |
|           | [Fitxa] |      | 27 d'abril de 2013 16:00 KHT (UTC+08) - Hong Kong Football Club Stadium, Hong Kong Àrbitre: Aaron Littlewood (Singapur) |

| Japó | 64–5    | Corea del Sud | 4 de maig de 2013 14:00 JST (UTC+09) - Chichibunomiya Rugby Stadium, Tòquio Àrbitre: Tobi Lothian (Hong Kong) |
|      | [Fitxa] |               | 4 de maig de 2013 14:00 JST (UTC+09) - Chichibunomiya Rugby Stadium, Tòquio Àrbitre: Tobi Lothian (Hong Kong) |

| Filipines | 20–59   | Hong Kong | 4 de maig de 2013 19:00 PST (UTC+08) - Rizal Memorial Stadium, Manila Àrbitre: Taku Otsuki (Japó) |
|           | [Fitxa] |           | 4 de maig de 2013 19:00 PST (UTC+08) - Rizal Memorial Stadium, Manila Àrbitre: Taku Otsuki (Japó) |

| Emirats Àrabs Units | 3–93    | Japó | 10 de maig de 2013 20:00 UAET (UTC+04) - Sevens, Dubai Àrbitre: Dewi Rowlands (Hong Kong) |
|                     | [Fitxa] |      | 10 de maig de 2013 20:00 UAET (UTC+04) - Sevens, Dubai Àrbitre: Dewi Rowlands (Hong Kong) |

| Corea del Sud | 62–19   | Filipines | 11 de maig de 2013 12:00 KST (UTC+09) - Ansan Wa~ Stadium, Ansan Àrbitre: Taku Otsuki (Japó) |
|               | [Fitxa] |           | 11 de maig de 2013 12:00 KST (UTC+09) - Ansan Wa~ Stadium, Ansan Àrbitre: Taku Otsuki (Japó) |

| Corea del Sud | 43–22   | Hong Kong | 18 de maig de 2013 12:00 KST (UTC+09) - Ansan Wa~ Stadium, Ansan Àrbitre: Taizo Hirabayashi (Japó) |
|               | [Fitxa] |           | 18 de maig de 2013 12:00 KST (UTC+09) - Ansan Wa~ Stadium, Ansan Àrbitre: Taizo Hirabayashi (Japó) |

| Filipines | 24–8    | Emirats Àrabs Units | 18 de maig de 2013 19:00 - Rizal Memorial Stadium, Manila Àrbitre: Taku Otsuki (Japó) |
|           | [Fitxa] |                     | 18 de maig de 2013 19:00 - Rizal Memorial Stadium, Manila Àrbitre: Taku Otsuki (Japó) |

## 2014 Asian Five Nations
Japó com a campió es classifica per anar a la Copa del Món de Rugbi de 2015 mentre que Hong Kong es classifica per la respesca.
| Posició | Nació         | Partits | Partits  | Partits  | Partits | Punts   | Punts     | Punts      | Bonus | Taula de punts |
| Posició | Nació         | Jugats  | Guanyats | Empatats | Perduts | A Favor | En contra | Diferència | Bonus | Taula de punts |
| --- | ------------- | ------- | -------- | -------- | ------- | ------- | --------- | ---------- | ----- | -------------- |
| 1 | Japó          | 4       | 4        | 0        | 0       | 342     | 33        | +309       | 4     | 24             |
| 2 | Hong Kong     | 4       | 3        | 0        | 1       | 196     | 65        | +131       | 3     | 18             |
| 3 | Corea del Sud | 4       | 2        | 0        | 2       | 122     | 126       | -4         | 2     | 12             |
| 4 | Filipines     | 4       | 1        | 0        | 3       | 58      | 284       | –226       | 1     | 6              |
| 5 | Sri Lanka     | 4       | 0        | 0        | 4       | 48      | 258       | –210       | 1     | 1              |
| Normes de puntuació: Victòria - 5 punts Empat - 3 punts 4 o més assaigs - 1 point Derrota per 7 o menys punts - 1 punt Derrota per més de set punts - 0 punts |               |         |          |          |         |         |           |            |       |                |

| Corea del Sud | 59–3    | Sri Lanka | 26 d'abril de 2014 12:00 KST (UTC+09) - Incheon Munhak Stadium, Incheon Àrbitre: Taku Otsuki (Japó) |
|               | [Fitxa] |           | 26 d'abril de 2014 12:00 KST (UTC+09) - Incheon Munhak Stadium, Incheon Àrbitre: Taku Otsuki (Japó) |

| Hong Kong | 108–0   | Filipines | 26 d'abril de 2014 18:00 HKT (UTC+08) - Hong Kong Football Club Stadium, Hong Kong Àrbitre: Shuhei Kubo (Japó) |
|           | [Fitxa] |           | 26 d'abril de 2014 18:00 HKT (UTC+08) - Hong Kong Football Club Stadium, Hong Kong Àrbitre: Shuhei Kubo (Japó) |

| Filipines | 10–99   | Japó | 3 de maig de 2014 15:30 PST (UTC+08) - Eagles Nest Stadium, Laguna Àrbitre: Dewi Rowlands (Hong Kong) |
|           | [Fitxa] |      | 3 de maig de 2014 15:30 PST (UTC+08) - Eagles Nest Stadium, Laguna Àrbitre: Dewi Rowlands (Hong Kong) |

| Sri Lanka | 10–41   | Hong Kong | 3 de maig de 2014 18:30 SLT (UTC+05:30) - Colombo Racecourse, Colombo Àrbitre: Azhar Mohammad Bin Yus (Singapur) |
|           | [Fitxa] |           | 3 de maig de 2014 18:30 SLT (UTC+05:30) - Colombo Racecourse, Colombo Àrbitre: Azhar Mohammad Bin Yus (Singapur) |

| Japó | 132–10  | Sri Lanka | 10 de maig de 2014 18:00 JST (UTC+09) - Mizuho Rugby Stadium, Nagoya Àrbitre: Aaron Littlewood (Singapur) |
|      | [Fitxa] |           | 10 de maig de 2014 18:00 JST (UTC+09) - Mizuho Rugby Stadium, Nagoya Àrbitre: Aaron Littlewood (Singapur) |

| Hong Kong | 39–6    | Corea del Sud | 10 de maig de 2014 18:00 HKT (UTC+08) - Hong Kong Football Club Stadium, Hong Kong Àrbitre: Taku Otsuki (Japó) |
|           | [Fitxa] |               | 10 de maig de 2014 18:00 HKT (UTC+08) - Hong Kong Football Club Stadium, Hong Kong Àrbitre: Taku Otsuki (Japó) |

| Corea del Sud | 5–62    | Japó | 17 de maig de 2014 12:00 KST (UTC+09) - Incheon Munhak Stadium, Incheon Àrbitre: Tobi Lothian (Hong Kong) |
|               | [Fitxa] |      | 17 de maig de 2014 12:00 KST (UTC+09) - Incheon Munhak Stadium, Incheon Àrbitre: Tobi Lothian (Hong Kong) |

| Sri Lanka | 25–26   | Filipines | 17 de maig de 2014 18:30 SLT (UTC+05:30) - Colombo Racecourse, Colombo Àrbitre: Shuhei Kubo (Japó) |
|           | [Fitxa] |           | 17 de maig de 2014 18:30 SLT (UTC+05:30) - Colombo Racecourse, Colombo Àrbitre: Shuhei Kubo (Japó) |

| Filipines | 22–52   | Corea del Sud | 24 de maig de 2014 15:30 PST (UTC+08) - Eagles Nest Stadium, Laguna Àrbitre: Taizo Hirabayashi (Japó) |
|           | [Fitxa] |               | 24 de maig de 2014 15:30 PST (UTC+08) - Eagles Nest Stadium, Laguna Àrbitre: Taizo Hirabayashi (Japó) |

| Japó | 49–8    | Hong Kong | 25 de maig de 2014 17:00 JST (UTC+09) - Estadi Olímpic de Tòquio, Tòquio Àrbitre: Azhar Mohammad Bin Yus (Singapur) |
|      | [Fitxa] |           | 25 de maig de 2014 17:00 JST (UTC+09) - Estadi Olímpic de Tòquio, Tòquio Àrbitre: Azhar Mohammad Bin Yus (Singapur) |